# Feldkircher Lyrikpreis
Der Feldkircher Lyrikpreis ist ein Lyrikpreis, welcher seit 2003 in der Stadt Feldkirch in Vorarlberg vergeben wird.

## Der Lyrikpreis
Vergeben wird der von der Künstlerin und Schriftstellerin Erika Kronabitter initiierte Lyrikpreis seit 2003 vom Theater am Saumarkt in Feldkirch. Sponsoren sind die Österreichische Bundesregierung, Vorarlberger Regierungsinstitutionen, Banken sowie eine Privatstiftung.
Der Literaturpreis wird international ausgeschrieben. Die wechselnde Jury setzt sich aus Germanisten und Autoren sowie dem Vorjahressieger zusammen. Im Rahmen einer öffentlichen Lesungsveranstaltung werden die Preisträger jeweils im Herbst dem Publikum präsentiert. Die Vorarlberger Landesbibliothek archiviert die Siegertexte.
Seit 2008 gibt Erika Kronabitter eine Anthologie mit den preisgekrönten Texten im österreichischen Verlag Edition Art Science in der Reihe Lyrik der Gegenwart heraus. Die Texte von 2003 bis 2007 erschienen im ersten Band, danach publizierte die Herausgeberin pro Jahr einen Band mit einem Überblick über die besten Einsendungen.

## Preisträger
2003
1. Elfriede Kehrer
2. Norbert Mayer
3. Walter Pucher
4. Mechthild Podzeit-Lütjen
5. Ulrike Ulrich
6. Beppo Beyerl
7. Martina Mittelberger

2004
1. Elsbeth Maag
2. Knut Schaflinger
3. Lisa Mayer
4. Gertrude Pieber-Prem
5. Sabine Eschgfäller
6. Walter Pucher
7. Udo Kawasser

2005
1. Knut Schaflinger
2. Julia Rhomberg
3. Udo Kawasser
4. Klaus Ebner

2006
1. Adelheid Dahimène
2. Christine Haidegger
3. Ludwig Laher
4. Hans Eichhorn

2007
1. Klaus Händl
2. Bernhard Saupe
3. Alexandra Lavizzari
4. Thomas Steiner

2008
1. Andreas Neeser
2. Martin Strauß
3. Lina Hofstädter

2009
1. Marcus Pöttler
2. Silke Peters und Thilo Krause (ex aequo)

2010
1. Kenah Cusanit
2. Regina Hilber
3. Udo Kawasser

2011
1. Tobias Falberg
2. C. H. Huber
3. Claudia Scherer

2012
1. Elisabeth Steinkellner
2. Sascha Kokot und Andra Schwarz

2013
1. Tabea Xenia Magyar und Tristan Marquardt
2. Sibylla Vričić Hausmann
3. Sandra Hubinger
4. Sonderpreis: Martin Amanshauser

2014
1. Axel Görlach
2. Anja Kampmann
3. Ute Dietl

2015
1. Susanne Eules
2. Christoph Szalay

2016
1. Arnold Maxwill
2. Hartwig Mauritz

2017
1. Thomas Amann
2. Bernd Marcel Gonner und Johannes Tröndle

2018
1. David Fuchs
2. Bastian Schneider
3. Manuela Bibrach

2019
1. Lars Arvid Brischke
2. Joseph Felix Ernst
3. Norbert Kröll

2020
1. Tobias Pagel
2. Simone Schabert
3. Monika Vasik, Publikumspreis[11]

2021
1. Sarah Rinderer
2. Martin Piekar
3. Elke Laznia

2022
1. Ann Kathrin Ast
2. Philipp Hauser ex aequo mit Armin Steigenberger
3. Publikumspreis Sascha Kokot[12]

2023
1. Sabine Göttel
2. Slata Roschal
3. Publikumspreis Ulrike Titelbach

2024
1. Johanna Hansen
2. Hannah K Bründl ex aequo mit Ozan Zakariya Keskinkilic
3. Publikumspreis Stefan Feinig